# You're Not the One
„You're Not the One“ je píseň americké zpěvačky Sky Ferreiry, která pochází z její debutové dlouhohrající desky Night Time, My Time (2013). Producenty písně byli Ariel Rechtshaid a Justin Raisen, kteří jsou společně s Ferreirou a Danielem Nigrem jejími autory. Píseň byla vydána jako hlavní singl z alba dne 24. září 2013 společností Capitol Records. Písni se dostalo dobrého přijetí ze strany kritiků, kteří ji označovali za vrchol alba. Byl k ní rovněž natočen videoklip, jehož režisérem byl Grant Singer. Ferreira píseň zařazovala také do svých koncertních setlistů a vystoupila s ní rovněž v televizních pořadech. Rovněž vzniklo několik oficiálních remixů písně.

## Pozadí
Píseň „You're Not the One“ byla napsána v roce 2012. Nahrána byla roku 2013 v losangeleském studiu Heavy Duty. Producenty písně byli Ariel Rechtshaid a Justin Raisen, kteří rovněž vytvořili instrumentaci a nazpívali doprovodné vokály. Oba obsluhovali klávesové nástroje, zatímco Daniel Nigro hrál na elektrickou kytaru, Rechtshaid dále hrál na baskytaru a Garrett Ray na bicí. Ve stádiu postprodukce byla nahrávka mixována Davidem Schiffmanem a následně masterována Emily Lazar.
V rozhovoru z července 2013 pro magazín Glamour Ferreira uvedla, že se píseň stane hlavním singlem z jejícho nadcházející EP. Namísto EP však zpěvačka vydala dlouhohrající desku Night Time, My Time a píseň se tak stala hlavním singlem z ní. Obal singlu „You're Not the One“ byl zveřejněn 9. září 2013 a premiéra písně proběhla 24. září. V březnu 2014 byl vydán oficiální remix od producenta jménem Cid Rim. V červnu toho roku následovalo vydání tohoto remixu, stejně jako tří dalších, v digitálním formátu jako EP (autory dalších remixů jsou Blood Diamonds, Little Daylight a Benny Cassette). Remix od Blood Diamonds byl roku 2015 použit v reklamě na voňavku Illicit od Jimmyho Chooa (v reklamě sama Sky Ferreira také vystupovala).

## Kompozice
Píseň „You're Not the One“ je fúzí popu a indie rocku a zahrnuje také prvky electropopu. Ferreira uvedla, že píseň koncipovala jako „super-poppy“ verzi alba LowLow od anglického zpěváka Davida Bowieho. Bylo jí také řečeno, že píseň připomíná tvorbu zpěvačky Siouxsie Sioux. Instrumentace písně je směsí „surových“ perkusí a riffů elektrické kytary. Novinářka Annie Zaleski ze serveru The A.V. Club o zvuku písně uvedla, že má „gotické náznaky“ a je poctou tvorbě skupiny The Cure z osmdesátých let.
Text písně, který napsali Ferreira, Rechtshaid, Raisen a Nigro, popisuje vztah, v němž dva milenci dostatečně nevyjadřují společný zájem. Lavanya Ramanathan z The Washington Post píseň označila za „rozchodovou píseň“ a napsala, že v ní Ferreira ztělesňuje teenagera (dívku) s chlapskými problémy. Brooke Segarra pro CMJ píseň zase vyložila jako „sexuálně asertivní“ číslo a text interpretovala jako výčet chyb a nedostatků, které přichází se sexem. Elias Leight z PopMatters zase napsal, že opakující se téma na celém albu, stejně jako v této písni, je Ferreiřino „odmítnutí opačného pohlaví“.
Oficiální remix od Cid Rim z písně odstranil poprockový nádech ve prospěch zvuku ovlivněného electronicou a hip hopem. V této verzi je rovněž zvýrazněno tleskání v pozadí zpěvaččina zpěvu. Kritik Carl Williott ze serveru Idolator remix označil za „fascinující poslech“.

## Přijetí kritiky

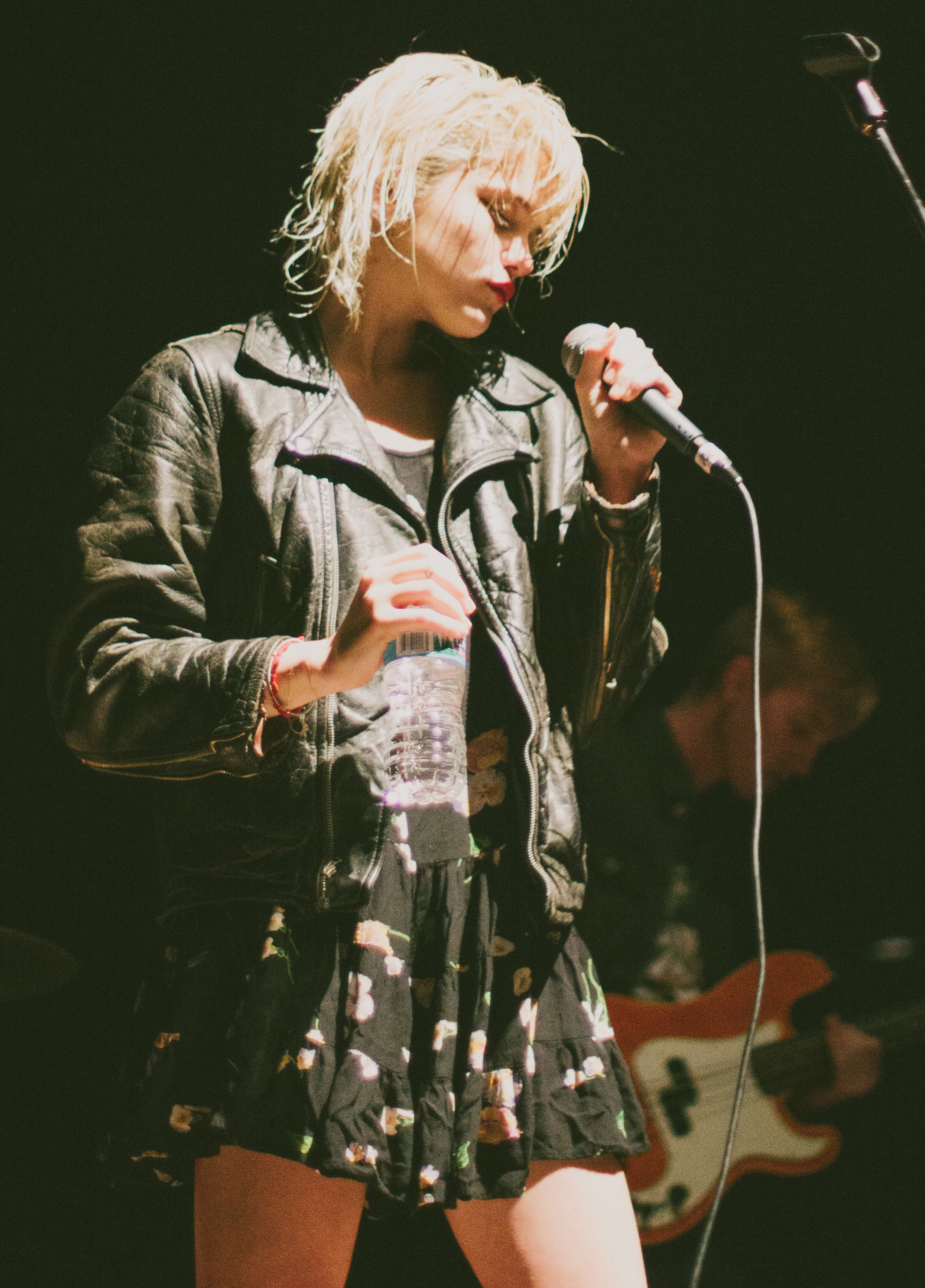
Sky Ferreira při vystoupení v roce 2013

Písni „You're Not the One“ se dostalo pozitivní odezvy od hudebních kritiků. Heather Phares z Allmusic píseň vybrala jako jednu z nejlepších písní z alba Night Time, My Time, což rovněž prohlásil Lewis Corner v recenzi pro server Digital Spy. Corner dále uvedl, že píseň „pokračuje v předpokladu, že se [Ferraira] konečně stala umělcem, který ví, co chce.“ Bryant Kitching pro server Consequence of Sound píseň označoval za hudební vrchol alba. Kytarový úvod písně přirovnával k Johnnymu Marrovi. Rovněž ji označil za „nejvíce odměňující okamžik“ alba. Ve své recenzi pro časopis Spin novinář Marc Hogan píseň rovněž chválil. Popisoval ji jako „impozantně chytlavou a emocionálně komunikativní“ a rovněž o ní uvedl, že je to „typ písně, který by měl inspirovat vydavatelství, aby – konečně – dala zelené světlo zpěvaččině debutovému albu.“ Nina Bertok z webu musicOMH vyzdvihovala směs žánrů a chytlavost písně, a zároveň oceňovala „vražedný“ sbor. Britský deník The Guardian píseň „You're Not the One“ označil za osmnáctou nejlepší z roku 2013. Kritička Melissa Locker z Time vytvořila podobný (25 písní) seznam, v němž píseň figuruje na devatenácté příčce.

## Videoklip
K písni „You're Not the One“ byl natočen oficiální videoklip, jehož režisérem byl Grant Singer. Singer uvedl, že výroba videa trvala devět měsíců. Původně bylo plánováno, že klip natočí v Berlíně, avšak to se nakonec nepodařilo. Nakonec byl natočen v losangeleském nočním klubu The Lash. Ferreira má ve videoklipu černé sluneční brýle, černou bundou a průhledný top ze síťoviny. Dále v něm vystupuje muž s dlouhými vlasy.

## Koncertní vystoupení
Sky Ferreira píseň „You're Not the One“ hrála při svých koncertech ještě před jejím oficiálním vydání. Například na festivalu Pitchfork Music Festival, který se konal v červenci 2013, ji zařadila na deváté místo svého setlistu. Po vydání písně píseň osobně propagovala v televizních a rozhlasových pořadech. Dne 26. listopadu 2013 píseň zpívala při vystoupení v pořadu The Late Show with David Letterman. V roce 2014 vystupovala jako předskokan při americké části turné Bangerz Tour zpěvačky Miley Cyrusové a při vystoupeních rovněž píseň hrála. Dne 27. února 2014, během pauzy tohoto turné, píseň zahrála v pořadu Jimmy Kimmel Live. Publicista Ben Kaye tuto verzi na serveru Consequence of Sound označil za „oslnivé ztvárnění“. Dne 12. března toho roku píseň zahrála v rozhlasovém pořadu na BBC Radio 1.